# Cuckmere
Il Cuckmere è un fiume dell'Inghilterra. Sorge vicino Heathfield, nell'East Sussex, sulle pendici meridionali del Weald. Il nome del fiume deriva probabilmente da una vecchia parola inglese che significa "a scorrimento veloce", dato che scende per più di 100 metri nelle sue prime quattro miglia (6,4 km). Con uno sbocco finale nel canale della Manica, è l'unica foce non sviluppata sulla costa del Sussex.

## Descrizione
Il fiume ha molti affluenti alla sua estremità superiore ed il principale è il fiume Bull. Il suo canale principale inizia a Hellingly. Dopo aver attraversato la zona bassa nel Weald (Low Weald) dei terreni agricoli, il Cuckmere attraversa le South Downs nella vallata locale e raggiunge la Manica a Cuckmere Haven, tra Seaford e la parete rocciosa Seven Sisters. La parte inferiore del suo corso nella pianura alluvionale è segnata da meandri, una caratteristica ben nota della zona. La riserva naturale della Valle del Cuckmere si trova nella parte inferiore della foce del fiume. La valle è di notevole importanza per la conservazione della natura. È stato designato in qualità di sito di particolare interesse scientifico ed è progettato come un parco nazionale.